# Paul-Jean Bergeron
Paul-Jean Bergeron (* 21. Oktober 1890 in Nîmes, Département Gard; † 22. August 1967 in Compiègne, Département Oise) war ein französischer Offizier, der zuletzt als Generalleutnant (Général de corps d’armée) zwischen 1943 und 1946 Oberkommandierender der Truppen in Französisch-Tunesien sowie von 1946 bis 1947 Oberkommandierender der 5. Militärregion war. Er war zudem 1947 sowie 1953 Mitglied des Obersten Kriegsrates.

## Leben

### Offiziersausbildung, Erster Weltkrieg und Zwischenkriegszeit
Paul-Jean Bergeron, Sohn von Louis Pierre Bergeron und Éugene Louise Émilie Rocher, trat nach dem Schulbesuch zunächst einen vierjährigen freiwilligen Militärdienst an und wurde nach dessen Abschluss am 11. Oktober 1911 in die Armee übernommen, wo er zunächst zum 19. Artillerieregiment versetzt wurde. Ein Jahr später wurde er als Offiziersanwärter (Aspirant) zum Studium an der École polytechnique zugelassen und am 5. Oktober 1913 als Leutnant (Sous-Lieutenant) zum 7. Pionierregiment verlegt. Nach Beginn des Ersten Weltkrieges erfolgte am 4. Oktober 1914 seine Versetzung zum 8. Pionierregiment. In den folgenden Kriegsjahren fungierte er als Offizier in der Fernmeldeabteilung der 2. Infanteriedivision, der 156. Infanteriedivision sowie der 57. Infanteriedivision, wo er am 2. Juli 1915 seine Beförderung zum Oberleutnant (Lieutenant) erhielt. Am 7. Februar 1917 wurde er zur 1. Infanteriegruppe der Ostarmee AFO (Armée française d’Orient) versetzt und erhielt dort am 30. September 1917 seine Beförderung zum Hauptmann (Capitaine).
Nach Kriegsende wurde Hauptmann Bergeron am 17. Januar 1919 Chef der Fernmeldeabteilung der zur AFO gehörenden Donauarmee (Armée du Danube). Nach einer kurzen Abordnung zum 8. Pionierdepot vom 15. September bis zum 25. Oktober 1919 absolvierte er bis zum 28. Mai 1920 eine Ausbildung an der Ingenieurhochschule für Elektrotechnik (École supérieure d’électricité) in Gif-sur-Yvette. Danach fungierte er zwischen dem 28. Mai 1920 und dem 21. Februar 1921 beim XIX. Korps (19e corps d’armée) als Chef des Radio- und Telegrafiedienstes für Französisch-Algerien und Französisch-Tunesien. Dort wurde ihm am 30. Dezember 1920 das Ritterkreuz der Ehrenlegion verliehen. Nach seiner Rückkehr wurde er am 21. September 1921 zur Zentralen Materialeinrichtung für militärische Funktelegrafie versetzt.
Nach weiteren Verwendungen als Offizier und Stabsoffizier wurde Paul-Jean Bergeron zum Stab der 20. Militärregion nach Nancy verlegt und erhielt dort als Major (Chef de Bataillon) am 19. Dezember 1934 das Offizierskreuz der Ehrenlegion. Ferner wurde er in dieser Verwendung am 25. Juni 1936 zum Oberstleutnant (Lieutenant-Colonel) befördert.

### Zweiter Weltkrieg und Nachkriegszeit
1939 war Bergeron zunächst Instrukteur an der Militärfachschule für Artillerie und Pioniere (École d’application de l’artillerie et du génie). Kurz vor Beginn des Zweiten Weltkrieges war er zwischen dem 23. August und dem 10. Dezember 1939 Chef des Stabes der 32. Infanteriedivision. 1940 geriet er in deutsche Kriegsgefangenschaft, aus der ihm die Flucht gelang. Danach war er Kommandeur des 19. Pionierregiments (19e régiment du génie) sowie als Nachfolger von Brigadegeneral Louis Koeltz von 1941 bis zu seiner Ablösung durch Brigadegeneral Jean-Sylvain-Louis Roubertie am 11. August 1942 Kommandeur der 19. Militärregion in Algier. Anschließend fungierte er zwischen dem 11. August 1942 und dem 15. Juli 1943 als Brigadegeneral (Général de brigade) Kommandant von Tunis. Am 15. Juli 1943 wurde er Oberkommandierender der Truppen in Französisch-Tunesien (Commandant supérieur des troupes de Tunisie). Dort erfolgte am 25. August 1943 seine Beförderung zum Generalmajor (Général de division).
Nach Kriegsende wurde Paul-Jean Bergeron am 4. März 1946 Kommandeur der 5. Militärregion (5e Régions militaire) in Toulouse und erhielt als solcher am 25. März 1946 die Beförderung zum Generalleutnant (Général de corps d’armée). Am 7. Mai 1946 wurde er Kommandeur der Ehrenlegion. Zudem war er zwischen dem 1. Juli und dem 31. Dezember 1946 erstmals Mitglied des Obersten Kriegsrates (Conseil supérieur de la guerre). Dem Obersten Kriegsrat gehörte er 1953 abermals als Mitglied an und wurde des Weiteren am 26. März 1955 Großoffizier der Ehrenlegion. Aus seiner Ehe gingen die Kinder Jean, Claude, Dominique und Monique Bergeron hervor.

## Hintergrundliteratur
- Charles D. Pettibone: The Organization and Order of Battle of Militaries in World War II: Volume VI Italy and France Including the Neutral Countries of San Marino, Vatican, Trafford Publishing, 2010, ISBN 978-1-42694-633-2 (Online-Version)